# Prosopocoilus tangianus
Prosopocoilus tangianus là một loài bọ cánh cứng trong họ Lucanidae. Loài này được Didier & Séguy mô tả khoa học năm 1953.